# Ripipteryx mopana
Ripipteryx mopana is een rechtvleugelig insect uit de familie Ripipterygidae. De wetenschappelijke naam van deze soort is voor het eerst geldig gepubliceerd in 2012 door Heads & Taylor.